# Wrong Turn 6: Last Resort
Wrong Turn 6: Last Resort è un film del 2014 diretto da Valeri Milev.
La pellicola, di genere horror, sceneggiata da Frank H. Woodward, è ambientata prima di Wrong Turn e dopo le scene iniziali di Wrong Turn 4 - La montagna dei folli, facendo da prequel all'intera saga dei mutanti.

## Trama
Due ciclisti si fermano a farsi un bagno alle terme dove hanno un rapporto sessuale. Rivestiti, vengono attaccati da tre mutanti, che li uccidono senza pietà.
Danny decide, sotto consiglio della fidanzata Toni, di recarsi in un albergo ereditato da una madre e un padre che non ha mai conosciuto. Insieme alla ragazza e ai suoi amici (Vic, Rod, Jillian, Charlie, Nick e Bryan), arrivano all'hotel, conoscendo i misteriosi Jackson e Sally. Nonostante la calma e la sfarzosità dell'hotel, molti dei ragazzi sentono chiaramente che qualcosa non va nel verso giusto.
Dopo aver litigato con Toni, Danny viene avvicinato da Sally e Jackson che lo accompagnano in un villaggio nei pressi della montagna, per fargli conoscere “il resto della famiglia”. Gli viene inoltre spiegato che all'inizio esistevano tre famiglie, e quando esse si unirono, formarono il “clan”, e per mantenere la purezza della razza, fanno continuare la loro stirpe facendo accoppiare soltanto i vari membri della famiglia. Danny, all'inizio è sconcertato da tutti quegli esseri mostruosi (compresi Tre-Dita), ma si abbandona alla passione e alla disumanità del posto, drogandosi e avendo un rapporto sessuale con Sally.
Il giorno dopo, Toni, Nick e Rod, gli unici rimasti dei suoi amici, decidono di convincerlo ad abbondare il posto, ma senza riuscirci. I tre scoprono la verità che si nasconde dietro all'albergo, ma sia Nick che Rod vengono uccisi. Toni si rifiuta di andare via senza il proprio fidanzato, e per questo ha uno scontro con Sally, da cui esce vincitrice, sfigurando il volto della donna. Danny si intrometterà nello scontro, rivelando alla ragazza di sapere tutto, ma di voler comunque rimanere nell'albergo. Toni, infuriata, uccide Jackson e a sua volta viene uccisa dai mutanti, sotto gli occhi di un impassibile Danny.
Parecchio tempo dopo, l'hotel è stato ristrutturato e Danny ne è diventato il capo. Nelle segrete della struttura, sotto gli occhi dei tre mutanti, ha un rapporto sessuale con Sally, nella speranza di far progredire la loro razza di mostri.

## Distribuzione

### DVD
Nella copertina del film italiana vengono segnalate come tracce audio e sottotitoli presenti solamente l'italiano e l'inglese. Al contrario, sono presenti anche il francese e lo spagnolo e tutte e quattro le tracce audio sono in Dolby Digital 5.1, mentre i sottotitoli, oltre alle quattro lingue già citate in precedenza, includono il danese, il norvegese, lo svedese, il finlandese e l'olandese. L'accesso è diretto a 28 scene. Tra i contenuti speciali troviamo Eredità, dove Jackson (Chris Jarvis) fa pubblicità all'Hobb Springs, ripreso da una videocamera a mano. Tra le interferenze della videocamera si possono notare immagini dal film; Tutti gli omicidi sulle colline, video nel quale vengono mostrate tutte le morti in tutti i capitoli della serie. Alla fine viene decretato un vincitore, che risulta essere Wrong Turn 3 - Svolta mortale; l'ultimo contenuto speciale è Hobb Springs: Un posto dove riposare... in pace, una featurette con varie interviste agli attori e al regista, alternate a diverse riprese del dietro le quinte. Non esiste una versione Blu-Ray italiana del film, neppure per il noleggio. Oltretutto, solo il primo capitolo in Italia è reperibile anche in Blu-Ray.

### iTunes
Il film è disponibile anche per l'acquisto digitale. È possibile scegliere l'acquisto della definizione standard (dove la qualità video è la stessa di quella del DVD) o dell'alta definizione (sia in 720p che in 1080p). Tra le lingue disponibili si trovano l'italiano e l'inglese in Dolby Digital 5.1, mentre tra i sottotitoli troviamo numerose lingue: l'italiano, l'inglese, l'arabo, il cantonese, il cinese semplificato, il cinese tradizionale, il coreano, il danese, l'estone, il finlandese, il greco, l'indonesiano, l'islandese, il lettone, il lituano, il norvegese, l'olandese, il polacco, il portoghese, il rumeno, il russo, lo spagnolo, lo svedese, il thailandese e il turco.

## Particolarità legate al film

### Errori o incoerenze con altri film della saga
- Mentre sin dai primi film veniva spiegato che i mutanti divenivano tali per colpa delle scorie nucleari versate nel fiume, in questo capitolo della saga, come in Wrong Turn 4 - La montagna dei folli, viene spiegato che le deformità dei cannibali derivano dagli incesti avuti tra di loro.
- Anche se nei capitoli precedenti della saga (specialmente in Wrong Turn 2 - Senza via di uscita) veniva spiegato che i cannibali erano divenuti tali negli anni perché nei boschi in cui vivevano non c'erano animali, in questo capitolo è presente una scena in cui Danny e Jackson cacciano un cervo (i suoi resti verranno poi mangiati da uno dei tre cannibali).

### Collocazione temporale della storia
Benché il film sia ufficialmente il prequel del primo Wrong Turn (che risale al 2003), nel film vengono utilizzati più volte apparecchi tecnologici di ultima generazione, come iPhone o GoPro. Inoltre, nella scena in cui lo sceriffo mostra a Rod e Jillian il manifesto di Agnes Field (nel film terza vittima dei tre cannibali), su di esso si può notare che la data di scomparsa riporta "25 Novembre 2013". Il fatto che abbiano ambientato questo film in epoca più recente rispetto alla prima pellicola della saga, malgrado sia un prequel di quest'ultima, non si può definire errore (inteso come sbaglio involontario): da un lato perché i realizzatori del film conoscono le differenze tra il 2003 e l'anno in cui è stato girato il prequel, e sia perché nel primo film nessuno ha mai fatto riferimento all'epoca in cui il film è stato ambientato (nonostante l'utilizzo di apparecchi telefonici e di automobili visibilmente più arretrate rispetto al 2014, da parte dei personaggi del film).

## Controversie legali
Durante una scena del film, viene mostrata, tra le foto di persone scomparse, la foto di una anziana signora veramente scomparsa in America durante le riprese del film. La famiglia della donna ha in seguito sporto denuncia alla 20th Century Fox (casa di distribuzione della pellicola), che in risposta ha deciso di ritirare dalla vendita ogni copia del film (sempre per questo motivo, in Italia è uscito solo in versione noleggio). Pochi mesi dopo, il film è stato ridistribuito in DVD, Blu-Ray e in acquisto digitale negli Stati Uniti e, nella scena in questione, l'intera bacheca delle foto è stata oscurata.